# Article 5 de la Charte canadienne des droits et libertés

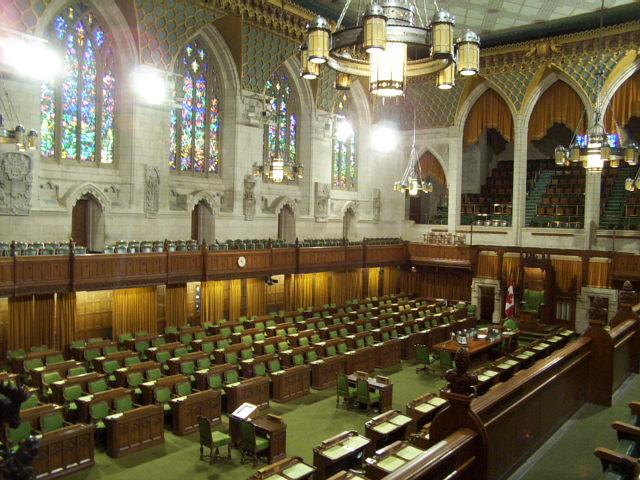
En vertu de l'article 5, une séance du Parlement du Canada doit avoir lieu au moins une fois par année.

L'article 5 de la Charte canadienne des droits et libertés est le dernier des trois articles de la Charte des droits de la Constitution du Canada qui garantissent les droits démocratiques. Son rôle est d'établir la règle concernant la fréquence des séances du Parlement du Canada et des assemblées législatives des provinces et territoires du Canada. Cet article a donc pour objectif de refléter et de garantir de façon constitutionnelle un « principe fondamental dans une démocratie » qui est « celui selon lequel un gouvernement doit rendre compte de ses actions à ses électeurs. »

## Texte
L'article se lit comme suit :

« Le Parlement et les législatures tiennent une séance au moins une fois tous les douze mois. »

— Article 5 de la Charte canadienne des droits et libertés

## Fonction
Puisque le Parlement et les législatures doivent siéger au moins une fois par année, l'article 5 garantit que les députés fédéraux et provinciaux soulèveront des questions ou des enquêtes ou remettront en question les politiques du gouvernement.
Ce droit n'existait pas dans la Déclaration canadienne des droits. En ce qui concerne le Parlement du Canada, l'article 5 remplace plutôt l'article 20 de la Loi constitutionnelle de 1867, qui se lisait ainsi :

« 20. Il y aura une session du parlement du Canada une fois au moins chaque année, de manière qu'il ne s'écoule pas un intervalle de douze mois entre la dernière séance d'une session du parlement et sa première séance dans la session suivante. »

— Article 20 de la Loi constitutionnelle de 1867 (abrogé)
Lors de l'entrée en vigueur de la Charte en 1982, l'article 53 de la Loi constitutionnelle de 1982 abrogea l'article 20 de la Loi constitutionnelle de 1867. La différence est que l'article 5 exige simplement une séance du Parlement au moins une fois par année, alors que l'article 20 exigeait non seulement une séance mais également une session de la législature à chaque année. Chaque session doit débuter par un discours du Trône et, de plus, tout projet de loi non adopté à la fin de la session doit être déposé de nouveau après le début d'une nouvelle session si on désire toujours l'adopter en tant que loi. Ainsi, les gouvernements préfèrent parfois que les sessions durent plus longtemps que les douze mois prescrits par la Loi constitutionnelle de 1867. En 2000, le politicologue Rand Dyck a écrit que si, même aujourd'hui, les sessions durent habituellement une année, elles « débordent souvent jusqu'à deux ou même trois ans. » Même avant 1982, les gouvernements prolongeaient parfois la durée des sessions pour donner plus de temps aux comités parlementaires pour compléter leurs travaux, même si la Chambre des communes et le Sénat du Canada cessaient les leurs.
En ce qui concerne la province du Manitoba, l'article 5 de la Charte remplace l'article 20 de la Loi sur le Manitoba, qui fut également abrogé en 1982. L'article 5 coexiste toujours avec l'article 86 de la Loi constitutionnelle de 1867, qui exige une session annuelle des législatures de l'Ontario et du Québec.

## Application
Il n'y a aucun cas dans l'histoire du Canada où un gouvernement a gouverné sans consulter le Parlement au moins une fois par année. Si cela devait arriver, le professeur Gérald Beaudoin a écrit en 1982 que l'article 5 ne permettrait pas aux tribunaux de prendre de mesures réparatrices à part de juger inapproprié le refus du gouvernement de permettre une séance de la législature. Si la résolution du problème s'avérait nécessaire, le Gouverneur général du Canada serait obligé de nommer un nouveau gouvernement et un nouveau Premier ministre.

## Sources
- (en) Cet article est partiellement ou en totalité issu de l’article de Wikipédia en anglais intitulé « Section Five of the Canadian Charter of Rights and Freedoms » (voir la liste des auteurs).